# Jan Herman Insinger
Jan Herman Insinger (Amsterdam, 12 mei 1854 - Caïro, 27 oktober 1918) was een Nederlands koopman te Egypte, oudheidkundige verzamelaar en fotograaf.

## Biografie
Insinger was een lid van de patriciaatsfamilie Insinger en een zoon van Tweede Kamerlid Herman Albrecht Insinger (1827-1911) en Johanna Jacoba Wilhelmina Insinger (1830-1868). Hij trouwde op 5 juli 1892 in Caïro met de Libanese Mariam Mansour Hanna (1865-1941) met wie hij vier kinderen kreeg. Een van zijn dochters trouwde met prof. dr. Paul Richard Hartmann (1881), hoogleraar klassieke talen te Göttingen, zijn zoon was gemeenteraadslid van Baarn.
Vanwege tuberculose vertrok Insinger in 1879 naar Egypte; hij was daar koopman en lid van de firma Herman Insinger & Co. Aanvankelijk woonde hij op zijn boot Meermin, waarmee hij ook de Nijl afvoer. 's Winters was hij vanwege het klimaat vaak in Boven-Egypte. In Luxor liet hij een huis bouwen met de naam Palmenburg, een variatie op Pijnenburg, het huis en landgoed waar hij was opgegroeid. Vanaf 1888 woonde hij hier.
Insinger was vanaf zijn aankomst in Egypte geïnteresseerd in oudheden. Hij bracht veel tijd door op zijn boot op de Nijl, en kende daardoor de archeologische vindplaatsen in Egypte en Nubië beter dan veel andere Europeanen in Egypte. Zijn foto's vormen belangrijke documentatie voor monumenten en vondsten. Zo mocht hij fotograferen in Caïro tijdens het uitpakken van een groot aantal koningsmummies uit de cachette van Deir el-Bahari; zijn foto's zijn de enige set naast de officiële foto's. Insinger onderhield goede contacten met de oudheidkundige dienst van Egypte. Hij verzamelde en kocht veel Egyptische oudheden die hij doorverkocht of schonk aan het Rijksmuseum van Oudheden te Leiden; belangrijke uitbreidingen van de Egyptische collectie van het museum. Een van zijn belangrijkste aankopen voor het museum was een van een Franse oudhedenhandelaar aangekochte demotische papyrus; deze papyrus staat nu bekend als de Papyrus Insinger. Tot de schenkingen hoorden ook vele foto's van landschappen, mummies en monumenten. Vooral met directeur Willem Pleyte onderhield hij goed contact. Voor andere musea dan het RMO lijkt hij geen oudheden verworven te hebben; hij kan als weldoener van het museum gerekend worden.
Insinger leerde veel Europeanen kennen die net als hij vanwege gezondheid of interesse in oudheden langere of kortere tijd in Egypte doorbrachten. Hieronder waren o.a. Gaston Maspero, Emile Brugsch (Egyptische Oudheidkundige Dienst), Charles Wilbour en Archibald Sayce. In Nubië werd hij bijgenaamd Abu Shanab, "vader van de snor".
Insinger overleed in 1918 en werd bijgezet in Baarn waar het grafmonument Insinger werd opgericht.
- Bibliothèque nationale de France: cb15059774j (data)
- Biografisch Portaal: 33451295
- Gemeinsame Normdatei: 129571210
- International Standard Name Identifier: 0000 0000 7779 2094
- Library of Congress Control Number: nb2010009693
- Nationale Bibliotheek van Israël: 987007263077305171
- Nederlandse Thesaurus van Auteursnamen: 262482711
- RKD-Nederlands Instituut voor Kunstgeschiedenis: 402940
- LIBRIS: 254923
- Système universitaire de documentation: 103911820
- Virtual International Authority File: 34742543
- WorldCat: E39PBJtMjg7B7xWwYRVmytjV4q